# Osiris duckei
Osiris duckei är en biart som beskrevs av Heinrich Friese 1930. Osiris duckei ingår i släktet Osiris och familjen långtungebin. Inga underarter finns listade i Catalogue of Life.